# 오노 기요후미
오노 기요후미(オーノキヨフミ, 본명 大野 清文, 1978년 9월 29일 - )는 홋카이도 기타미시 출신인 일본의 남자 가수이다.

## 개략
고교생 때에 가수인 구와타 게이스케를 동경해서 기타를 치기 시작했다. 인디즈로 활동한 뒤 2004년 4월 21일 싱글 "平凡"(평범)으로 데뷰했다.

## 작품 목록

### 싱글
|    | 타이틀                   | 의미                  | 발매일          |
| 1. | 平凡                     | 평범                  | 2004년 4월 21일 |
| 2. | ショッキングエクスプレス | 쇼킹 엑스프레스       | 2004년 8월 4일  |
| 3. | 新宿西口摩天楼           | 신주쿠 역 서쪽 마천루 | 2005년 8월 24일 |
| 4. | 100マイル                | 100 마일              | 2006년 1월 25일 |

### 앨범
|    | 타이틀      | 의미             | 발매일          |
| 1. | 君に太陽を! | 그대에게 태양을! | 2004년 9월 22일 |
| 2. | Country Map |                  | 2006년 3월 8일  |

### 인디즈
|      | 타이틀           | 의미        | 발매일          |
| 앨범 | 世界0            | 세계 제로   | 2001년 12월 7일 |
| 싱글 | ピンクのライオン | 핑크 라이온 | 2002년 4월 26일 |